# Britannicus (Racine)
Pour les articles homonymes, voir Britannicus (homonymie).
Britannicus est une tragédie en cinq actes et en vers (1 768 alexandrins) de Jean Racine, représentée pour la première fois le 13 décembre 1669 à Paris, à l’Hôtel de Bourgogne. L'épître dédicatoire est adressé au duc de Chevreuse, gendre de Colbert auquel Racine fait référence dans cette même dédicace. Le privilège pour l'impression de cette pièce est daté du 7 janvier 1670 mais l'édition originale ne porte pas d'achevé d'imprimer, on peut supposer qu'en raison du faible succès de la pièce, Racine a pu choisir de la publier rapidement dans son intérêt, ainsi il est possible que cette pièce ait paru dès février 1670.
Britannicus est la quatrième grande tragédie de Racine. Pour la première fois, l’auteur prend son sujet dans l’histoire romaine. L’empereur Claude a eu de Messaline un fils, Britannicus, avant d’épouser Agrippine et d’adopter Néron, fils qu’Agrippine a eu d’un précédent mariage. Néron a succédé à Claude. Il gouverne l’Empire avec sagesse au moment où débute la tragédie. Racine raconte l’instant précis où la vraie nature de Néron se révèle : sa passion subite pour Junie, amante de Britannicus, le pousse à se libérer de la domination d’Agrippine et à assassiner son propre frère.
Comme c’est le cas généralement chez Racine, Néron est poussé moins par la crainte d’être renversé par Britannicus que par une rivalité amoureuse. Son désir pour Junie est empreint de sadisme envers la jeune femme et envers tout ce qu’elle aime. Agrippine est une mère possessive qui ne supporte pas de perdre le contrôle de son fils et de l’Empire. Quant à Britannicus, il donne son nom à la pièce mais son personnage paraît un peu en retrait par rapport à ces deux figures.
Le succès n’est arrivé que peu à peu : la pièce disparut rapidement de l'affiche, peut-être parce qu'elle ne ressemblait pas à une pièce racinienne et que le public en fut désarçonné.  Britannicus est la deuxième pièce de Racine le plus souvent représentée à la Comédie-Française après Andromaque, et c’est une pièce souvent étudiée au lycée : elle était au programme de la spécialité théâtre du baccalauréat littéraire en 2018, 2019 et 2020,.

## Personnages de Britannicus
- Néron, empereur, fils d'Agrippine
- Britannicus, fils de l'empereur Claudius (Claude)
- Agrippine, veuve de Domitius Ahenobarbus et mère de Néron ; en secondes noces, veuve de l'empereur Claudius (Claude)
- Junie, fiancée de Britannicus, descendante d'Auguste
- Burrhus, gouverneur de Néron
- Narcisse, gouverneur de Britannicus
- Albine, confidente d'Agrippine
- Gardes

## Résumé de la pièce

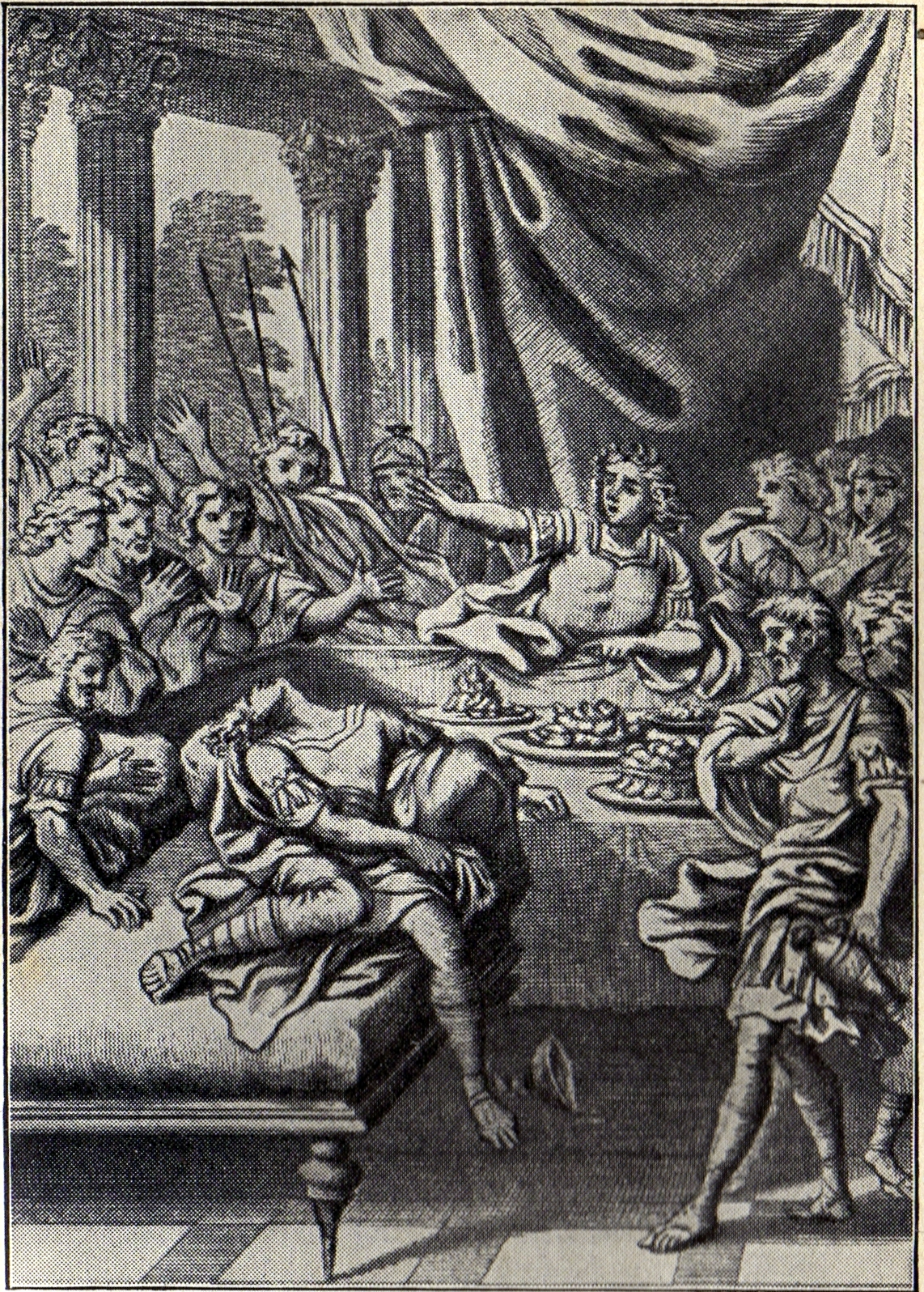
L'empoisonnement de Britannicus. Composition de François Chauveau, illustrant l'édition de 1675 de Britannicus

- Acte I (4 scènes) - Agrippine, au petit matin, attend une entrevue avec son fils, l’empereur Néron, qui, sans prévenir sa mère, vient d’enlever Junie, l’amante de Britannicus ; celui-ci, fils de Messaline et de Claude (mort dans des conditions douteuses, sans doute empoisonné par Agrippine), est à ce titre prétendant légitime au trône ; mais Agrippine l’a écarté du pouvoir au profit de Néron, né d’un premier mariage avec Ahenobarbe cité dans la pièce. Néron, par l’intermédiaire de son gouverneur Burrhus refuse l’entrevue. Agrippine, inquiète de voir s’affaiblir la tutelle qu’elle exerce sur son fils, informe Britannicus du sort de Junie et lui propose son soutien contre Néron. Britannicus accepte, encouragé par Narcisse, son gouverneur, en vérité un traître à la solde de Néron.
- Acte II (8 scènes) - Averti par Narcisse du complot qui se trame, Néron projette de répudier sa femme Octavie pour épouser Junie. Celle-ci, malgré les galanteries de Néron, lui refuse sa main. Néron lui ordonne alors de rompre avec son amant, dont la vie dépendra de cet entretien. Elle doit affecter devant Britannicus une froideur qui le désespère sans pour autant réussir à apaiser Néron, qui observe la scène en cachette.
- Acte III (9 scènes) - Tandis que Burrhus ne parvient à apaiser ni Agrippine ni Néron, Junie révèle à Britannicus le stratagème de Néron. Mais ce dernier, averti par Narcisse, survient et fait emprisonner son rival, tout en maintenant Junie enfermée dans son palais.
- Acte IV (4 scènes) - Agrippine rencontre enfin Néron et le contraint, par un long plaidoyer-réquisitoire, à lui promettre de se réconcilier avec Britannicus lors d’un festin prochain, promesse qui n’est que feinte de la part de Néron. Si les adjurations de Burrhus parviennent à ébranler Néron, Narcisse finit toutefois par le confirmer dans sa décision de tuer son rival.
- Acte V (8 scènes) - Tandis qu’Agrippine se félicite de sa victoire sur Néron, Burrhus vient annoncer que Britannicus a été empoisonné lors du festin : Narcisse est déchiré par la foule, Junie s’enfuit chez les vestales, où le mariage est interdit, et Néron, maudit par sa mère, s’abandonne à un désespoir farouche.

## Discussion autour de l’œuvre

### Première représentation
La première représentation a lieu le 13 décembre 1669 à l'Hôtel de Bourgogne. Durant cette représentation, le rôle d'Agrippine est tenu par Mademoiselle des Œillets, le rôle de Britannicus par Brécourt, le rôle de Junie par Anne d'Ennebaut et le rôle de Néron par Floridor. Les spectateurs regrettent que Floridor, leur acteur favori, soit obligé d'interpréter Néron. Par ailleurs, Anne d'Ennebaut joue les rôles de reines depuis le décès de Mademoiselle Du Parc.
Edme Boursault raconte à l'ouverture d' Artémise et Poliante le déroulement de cette première représentation de manière satirique (pages 1 à 16) : il évoque la présence boudeuse de Corneille en raison de la défiance qu'il a envers Racine, la concomitance de la décapitation en Place de Grève de Jacques-Antoine de Crux (1615-1669), noble huguenot,, marquis de Courboyer, seigneur d'Antoigny. Ainsi, la salle n'était pas aussi remplie que d'habitude pour la première d'une tragédie de Racine, l'exécution étant un spectacle bien plus rare qu'une représentation théâtrale.

### Réception
Dans sa Lettre en vers à Madame, en date du 21 décembre 1669, Charles Robinet évoque l'écriture « En vers d'un style magnifique » et « Qui font la nique hautement, 
Du moins, c'est là mon sentiment,
A plusieurs de ceux d'Andromaque ». Il évoque par ailleurs le fait qu'il a lui-même traité ce sujet et d'une meilleure manière : « Mais, peut-être, m'en fais-je accroire ». Il loue les acteurs et les actrices, qui « Comme enchanteurs, comme enchantrices », « Charment les yeux, et les oreilles » par leur jeu miraculeux et leurs vêtements merveilleux.
Charles de Saint-Évremond à la demande du comte de Lionne (mars-avril 1670) évoque ce qu'il a pensé à la lecture de la pièce de Racine, il se dit partagé : il considère qu'il y a des vers magnifiques qui font de cette pièce une meilleure qu'Alexandre le Grand ou Andromaque mais il « déplore le malheur de cet auteur d’avoir si dignement travaillé sur un sujet qui ne peut souffrir une représentation agréable. En effet, l’idée de Narcisse, d’Agrippine et de Néron ; l’idée, dis-je, si noire et si horrible qu’on se fait de leurs crimes, ne sauroit s’effacer de la mémoire du spectateur ; et quelques efforts qu’il fasse pour se défaire de la pensée de leurs cruautés, l’horreur qu’il s’en forme détruit en quelque manière la pièce. ». Il termine sa lettre en évoquant l'espoir que Racine puisse approcher un jour le talent de Corneille.

### Frères ennemis
« Tout ce que j'ai prédit n'est que trop assuré. / Contre Britannicus Néron s'est déclaré. / L'impatient Néron cesse de se contraindre, / Las de se faire aimer, il veut se faire craindre. »
— Racine, Britannicus I, 1, 9-12
« J’embrasse mon rival, mais c'est pour l'étouffer »
— Racine, Britannicus vers 1314 (Acte IV scène 3)
Ce thème des frères ennemis oppose droit du sang et droit de la loi. Bon empereur, Claude a toujours respecté la loi. C'est Britannicus, le fils légitime qu'il a eu avec Messaline, sa troisième épouse, qui à sa mort régnera. Certes il a reconnu Néron, le fils d'Agrippine, sa quatrième épouse, comme son fils, sans pour autant le promettre au trône. C'est Agrippine qui impose Néron, et dans Britannicus Racine montre Néron la nuit de son premier crime. En tuant Britannicus, son rival le plus dangereux, le nouvel empereur se débarrasse de celui qui pourrait empêcher sa toute-puissance tyrannique de s'affirmer.

### Un regard sur l'Antiquité romaine
Avec cette pièce, Racine traite pour la première fois du domaine de la tragédie romaine, domaine qui a fait la gloire de Pierre Corneille.
Racine a choisi de mettre en scène un épisode clé du règne de Néron. En 54, à dix-sept ans, il a été acclamé empereur par les prétoriens grâce à sa mère Agrippine qui a empoisonné Claude et écarté Britannicus du pouvoir (acte IV, scène 2). Avec Britannicus, Racine cherchait à réorganiser l'Histoire ; tout en maintenant une intrigue politique, il y superposait et incarnait un conflit psychologique.

## Représentations notables
Représentations notables :
- 1872 : 14 décembre - mise en scène d'Émile Perrin  à la Comédie-Française avec Mounet-Sully (Néron), Jules-Théophile Boucher (Britannicus), Sarah Bernhardt (Junie), Maubant (Burrhus), Jules Chéry (Narcisse)
- 1938 : 28 novembre - mise en scène de Jean Yonnel à la Comédie-Française avec Jean Yonnel (Néron), Julien Bertheau (Britannicus), Jeanne Sully (Junie), Maurice Escande (Narcisse)
- 1941 : mise en scène, scénographie et costumes de Jean Marais au Théâtre des Bouffes-Parisiens avec Jean Marais (Néron), Serge Reggiani (Britannicus), Gabrielle Dorziat (Agrippine), Jacqueline Porel (Junie), Louis Salou (Narcisse), Henri Nassiet (Burrhus), Jany Castelmur (Albine)[17]
- 1946 : 4 mars - mise en scène de Julien Bertheau à la Comédie-Française avec Jean Chevrier (Néron), Pierre Gallon (Britannicus), Renée Faure (Junie), Henriette Barreau (Agrippine), Louis Seigner (Burrhus), Julien Bertheau (Narcisse),  Louise Conte (Albine)
- 1952 : 14 janvier - mise en scène, scénographie et costumes de Jean Marais à la Comédie-Française avec Jean Marais (Néron) en alternance avec Jean Chevrier, Roland Alexandre (Britannicus) / Pierre Gallon ou Jean-Louis Jemma , Marie Bell (Agrippine) /  Germaine Rouer ou Henriette Barreau, Renée Faure (Junie) /  Denise Noël ou Françoise Engel ou Mony Dalmès, Jean Chevrier (Burrhus) / Jacques Eyser ou Raoul-Henry, Aimé Clariond (Narcisse) / Julien Bertheau ou Émile Deiber ou Raoul-Henry ou Jacques Servière, Louise Conte (Albine) / Jeanne Boitel ou Christiane Carpentier – dernière représentation de cette mise en scène le 28 septembre 1954 (97 représentations) – 2 représentations au Théâtre des Célestins (Lyon) et 6 représentations à Londres
- 1961 : 13 janvier - mise en scène de Michel Vitold à la Comédie-Française avec Robert Hirsch (Néron), Michel Bernardy (Britannicus), Annie Ducaux (Agrippine), Danièle Ajoret (Junie), François Chaumette (Narcisse), René Arrieu / Louis Seigner (Burrhus), Denise Gence (Albine) – dernière représentation de cette mise en scène le 8 novembre 1972 (78 représentations) – nombreuses représentations à l’étranger – un enregistrement de cette mise en scène a été publié sur 3 disques vinyles par Pathé[18]
- 1968 : 7 juillet – mise en scène de Maurice Escande au théâtre antique d’Arles avec Jacques Destoop (Néron) , Jean-François Poron (Britannicus), Annie Ducaux (Agrippine), Bérengère Dautun (Junie), Maurice Escande (Narcisse), Françoise Fechter (Albine), Robert Party (Burrhus)
- 1978 : 4 janvier - mise en scène de Jean-Pierre Miquel à la Comédie-Française avec Jean-Luc Boutté (Néron), Francis Huster (Britannicus), Denise Gence (Agrippine), Ludmila Mikaël (Junie), Jacques Sereys (Narcisse), Jean-François Remi (Burrhus), Berengère Dautun (Albine) - dernière représentation de cette mise en scène le 22 juin 1978 (33 représentations)
- 1980 : 1er février – mise en scène de Jean Meyer au théâtre des Célestins (Lyon) avec Maria Casarès, Jean Meyer, André Falcon, Bruno Constantin, Agnès Chentrier, Claude Jade, Jean-Paul Lucet
- 1981 : 17 novembre – mise en scène d’Antoine Vitez au Théâtre national de Chaillot (Paris) avec Marc Delsaert, Jean-Claude Durand, Jany Gastaldi, Jean-Baptiste Malarte, Jeanne Vitez
- 2018 : 21 juin – mise en scène de Stéphane Braunschweig à la Comédie-Française avec  Laurent Stocker (Néron), Stéphane Varupenne (Britannicus), Dominique Blanc (Agrippine), Georgia Scalliet (Junie), Clotilde de Bayser (Albine), Mathieu Astre

## Musique
Britannico, opéra en 3 actes de Carl Heinrich Graun (1751)